# Tingxia Shuiku
Tingxia Shuiku (kinesiska: 亭下水库) är en reservoar i Kina. Den ligger i provinsen Zhejiang, i den östra delen av landet, omkring 120 kilometer sydost om provinshuvudstaden Hangzhou. Tingxia Shuiku ligger 76 meter över havet. Arean är 3,2 kvadratkilometer. I omgivningarna runt Tingxia Shuiku växer i huvudsak blandskog. Den sträcker sig 3,8 kilometer i nord-sydlig riktning, och 3,9 kilometer i öst-västlig riktning.
Genomsnittlig årsnederbörd är 1 996 millimeter. Den regnigaste månaden är juni, med i genomsnitt 338 mm nederbörd, och den torraste är januari, med 70 mm nederbörd.